# Третьяково (Темниковський район)
Третьяко́во (рос. Третьяково, ерз. Третьяково) — присілок у складі Темниковського району Мордовії, Росія. Входить до складу Бабеєвського сільського поселення.
Населення — 28 осіб (2010; 45 у 2002).
Національний склад (станом на 2002 рік):
- росіяни — 100 %